# پارک سانگ میون
پارک سانگ میون (کره‌ای: 박상면؛ زادهٔ ۲۷ ژانویه ۱۹۶۸) بازیگر اهل کره جنوبی است. او بیشتر به خاطر ایفای نقش در همسر من یک گانگستر است (۲۰۰۱) شناخته می‌شود. از فیلم‌ها یا مجموعه‌های تلویزیونی که وی در آن نقش داشته‌است می‌توان به ناخواهری سیندرلا، شماره ۳ و هیلر اشاره کرد.

## حرفه
پارک سانگ میون در سال ۱۹۸۷ از مؤسسه هنر سئول با مدرک تئاتر فارغ‌التحصیل شد او حرفهٔ بازیگری خود را در سال ۱۹۹۳ و با ایفای نقش در ورژن کره‌ای موزیکال مردها و عروسک‌ها آغاز کرد.